# Muhammad ibn Zakarijja r-Rázi
Abu Bakr Muhammad ibn Zakarijja ar-Rázi (arabul: أبو بکر محمد بن زكريا الرازی; Rajj, 860 – 932) perzsa orvos, filozófus és kémikus, aki elsőként tanulmányozta a himlőt és elsőként jött rá, hogy a himlő és a kanyaró két különböző betegség. A középkori Európa Rhazes néven ismerte.

## Megállapításai
I. A kanyaró kezdeti stádiumában tüsszögni kezdesz, és az orrod bepirosodik.
II. A kanyarófoltok kisebbek, mint a himlőfoltok, és nem varasodnak be.
III. A kanyaró esetében a szádban is fehér foltok jelennek meg.
Közel kétszáz filozófiai és vallási témájú könyvet írt.